# I.C.Brătianu (cartier în Constanța)
I.C.Brătianu este un cartier al Constanței. A fost un sat amplasat pe drumul ce mergea de la Constanța spre Medgidia, aparținând comunei Anadalchioi, până la alipirea acesteia la Constanța. În perioada comunistă (1948 - 1990), drumul a fost denumit b-dul Filimon Sârbu, cartierul preluând și el acest nume.Actualmente cartierul se situeaza de-a lungul Bd-ului I.C Bratianu intre Gara si Palas.

 Acest articol despre o localitate din județul Constanța este deocamdată un ciot. Puteți ajuta Wikipedia prin completarea lui.